# Mireya Martín Larumbe
Mireya Martín Larumbe (Pamplona, 27 de diciembre de 1980). Es una artista plástica-audiovisual y docente española.

## Biografía
Es una artista plástica-audiovisual y docente española licenciada en  Bellas Artes por la Universidad del País Vasco (UPV/EHU). Realizó un máster en sociología finalizado con un TFM sobre la Sociología visual y de Género por la Universidad Pública de Navarra (UPNA).
A lo largo de su trayectoria artística Mireya ha recibido varias becas de gran prestigio, premios y ha participado en residencias tales como la beca de creación artística Casa Velázquez en 2015 concedida por la Academia de Francia y la beca FormARTE de Artes Plásticas en 2014 para el Colegio de España en París concedida por el Ministerio de Cultura de España, Cité Internationale des Arts à Paris, Fundación Bilbao Arte, Fábricas de Creación (Institución Príncipe de Viana, Gobierno de Navarra), Artes plásticas, visuales e innovación (Departamento de Cultura de Gobierno de Navarra), Premio a proyectos de creación artística contemporánea (Ayuntamiento de Pamplona), o MOVIC Movilidad artística (INJUVE).
La exposición de sus obras la han llevado a presentarlas a nivel internacional en ciudades como Madrid (III Maratón de vídeo MAV 2014 La Casa Encendida), París, California(MOLAA’s FridaMania 2014 The Museum of Latin American art, Long Beach), Bilbao (Bideodromo 2014 MEM - International Film and video Festiva)  y Palermo.
Mireya ha trabajado para el Gobierno de Navarra durante dos ocasiones. La primera fue en 2018  para el diagnóstico de la aplicación del enfoque de género en el Plan estratégico de Cultura de Navarra (PECN) en colaboración con el Consejo Navarro de Cultural. La segunda vez  fue  durante la pandemia causada por la COVID 19 en la que, Mireya fue parte del comité de expertas consultadas por el Gobierno de Navarra  para elaborar medidas de choque contra el impacto del colectivo de artistas de Navarra. Mireya además ha sido docente de Secundaria, Bachillerato y formadora en Skolae II.

## Obras artísticas y estilo
El arte y el estilo de Mireya Martín se enfocan en la animación experimental y el dibujo desde un énfasis poético y feminista. Su arte y estilo reciben influencia del pensamiento feminista, el cine y la música experimental y la creación literaria. Los temas que aborda en la realización de su arte son la expresión de la identidad, la memoria y la proyección de la subjetividad. Su primera obra sobre papel continuo fue "Yo ya o era yo, era otra, y por eso mismo, otra vez yo" que pertenece actualmente a la Fundación Bilbao Arte. En esta obra combina lápiz, carboncillo, grafito, lápices, acuarelas, tinta y pan de oro. Esta obra se realizó en 2012 y fue premiada en el certamen "Pamplona Jóvenes Artista". Otra de sus obras principales fue "No te irías sin llevarte algo mío" en  2009 que se encuentra en la Colección de arte del  Ayuntamiento de Pamplona. La finalidad del arte de Mireya es comunicar las sensación y percepciones que no se pueden explicar con palabras. Por ello, sus últimas obras hablan sobre la vida y la muerte, lo siniestro y perverso idealizando la belleza, el deseo y la exuberancia de la naturaleza.

### Obras individuales[1]
- "El corazón y el ruido de los bosques" Galería Espacio Marzana, Bilbao, 2016;
- "Le flux de sang des morts ravivent les fontaines" en Ciudadela, Pamplona, 2015,
- "Éphémère" Cité Internationale Universitaire de Paris, 2014.
- "Ils dorment comme des enfants fatigués de jouer" en el Colegio de España, París, 2014
- "El otoño que tengo es el que he perdido" en la Fundación BilbaoArte, 2013.

### Obras colectivas[1]
- "El bosque interior comisariada" por Susana Blas, Zaragoza, 2015.
- "Mujeres en la colección de arte contemporáneo" del Ayuntamiento de Pamplona, Pamplona, 2015.
- "Mulier", mulieris Alicante, 2014.
- "ArteFotoModa" Museo Balenciaga, Guetaria, 2013.
- "Animatic'12 Muestra de cine de animación", Pamplona, 2012. Edición Múltiple; Erreakzioa-Reacción" Bilbao, 2011.